# Vireó capblau
El vireó capblau (Vireo solitarius) és un ocell de la família dels vireònids (Vireonidae).

## Hàbitat i distribució
Habita boscos mixtos i boscos humids de muntanya, des del nord-est de la Colúmbia Britànica, sud-oest de Mackenzie, nord, centre i sud-est d'Alberta, Saskatchewan i centre i sud de Manitoba, cap a l'est, a través de Canadà fins Nova Escòcia i sud-oest de Terranova, i, més cap al sud, al nord de Dakota del Nord, nord i nord-est deMinnesota i sud de Wisconsin, nord d'Illinois, sud d'Indiana, sud d'Ohio, est de Pennsylvania, nord de Nova Jersey i Massachusetts. Sud dels Apalatxes fins al nord-est d'Alabama, centre de Geòrgia i nord-oest de Carolina del Sud.